# Miconia tetrastoma
Miconia tetrastoma är en tvåhjärtbladig växtart som beskrevs av Charles Victor Naudin. Miconia tetrastoma ingår i släktet Miconia och familjen Melastomataceae. Inga underarter finns listade i Catalogue of Life.